# Chauffecourt
Chauffecourt is een gemeente in het Franse departement Vosges (regio Grand Est) en telt 35 inwoners (2009). De plaats maakt deel uit van het arrondissement Neufchâteau.

## Geografie
De oppervlakte van Chauffecourt bedraagt 1,9 km², de bevolkingsdichtheid is dus 18,4 inwoners per km².
De onderstaande kaart toont de ligging van Chauffecourt met de belangrijkste infrastructuur en aangrenzende gemeenten.

## Demografie
Onderstaande figuur toont het verloop van het inwonertal (bron: INSEE-tellingen).